# Нижнехалбинское сельское поселение
Нижнехалбинское се́льское поселе́ние — муниципальное образование в Комсомольском районе Хабаровского края Российской Федерации. 
Образовано в 2004 году.
Административный центр — село Нижние Халбы.

## Население
| 2010 | 2011 | 2012 | 2013 | 2014 | 2015 | 2016 |
| ---- | ---- | ---- | ---- | ---- | ---- | ---- |
| 382  | ↗385 | ↘356 | ↘341 | ↘332 | ↘310 | ↘308 |
| 2017 | 2018 | 2019 | 2020 | 2021 |      |      |
| ↘305 | ↘296 | ↗304 | ↘299 | ↗420 |      |      |

## Населённые пункты
В состав поселения входят 2 населённых пункта:
| № | Населённый пункт | Тип  | Население |
| - | ---------------- | ---- | --------- |
| 1 | Нижние Халбы     | село | ↗401      |
| 2 | Среднетамбовское | село | ↘19       |

В 2015 году на территории поселения было упразднено село Чучи в связи с отсутствием в нём проживающих граждан.